# Bliss independence
Die Bliss independence (zu Deutsch ‚Unabhängigkeit nach Bliss‘) ist ein Modell zur Beschreibung der Abhängigkeit der Wirkungen zweier Wirkstoffe voneinander. Weitere Modelle sind z. B. die Loewe-Additivität.

## Eigenschaften
Die bliss independence beschreibt die additive Wirkung zweier Wirkstoffe ungleicher Wirkungsweise. Unter der Annahme einer weitgehend von der Konzentration des jeweils anderen Wirkstoffes unabhängigen Wirkung haben bei unterschiedlichen Wirkorten und -mechanismen zwei Analoga einer bestimmten effektiven Konzentration folgenden Effekt:
E1+2 = E1 + E2 - E1 E2